# برف دریایی
در اقیانوس‌های عمیق، برف دریایی، یک بارش مداوم اغلب از قطرات ریز آلی است که از لایه‌های بالاتر ستون آب سقوط می‌کنند. این موضوع، وسیلهٔ مهم انتقال انرژی از غنای نوری منطقه نوری به منطقه تاریک نوری در زیر آب است.
این اصطلاح اولین بار توسط ویلیام بابی، هنگامی که این موضوع را از زیر دریایی کوچکش دید ابداع شد. به عنوان منشأ برف دریایی نهفته در فعالیت‌های منطقه تولیدی نوری، رواج برف دریایی با نوسانات فصلی، فعالیتها و جریان‌های اقیانوسی تغییر می‌کند. برف دریایی می‌تواند یک منبع غذایی مهم برای ارگانیسمهایی که در منطقه تاریک نوری زندگی می‌کنند باشد، مخصوصا برای ارگانیسم‌هایی که در ستون‌های آبی عمیق زندگی می‌کنند.